# گروه دلفورت
گروه دلفورت (انگلیسی: Delfortgroup) شرکت کاغذسازی اتریشی است، که در سال ۲۰۰۵ تأسیس شد.